# Coppa del Mondo di cricket femminile 2017
La Coppa del Mondo di cricket femminile 2017 è stata svolta dal 24 giugno al 23 luglio 2017 in Inghilterra e Galles, in particolare nelle città di Londra, Derby, Bristol, Leicester e Taunton.
Si tratta dell'undicesima edizione del torneo, a cui hanno preso parte otto rappresentative nazionali. Il torneo è stato vinto dall'Inghilterra (al suo quarto titolo), che in finale ha battuto l'India.

## Partecipanti
- Australia
- India
- Inghilterra
- Pakistan
- Nuova Zelanda
- Indie Occidentali
- Sri Lanka
- Sudafrica

## Podio
| Pos | Squadra             |
| --- | ------------------- |
| 1°  | Inghilterra         |
| 2°  | India               |
| 3°  | Australia Sudafrica |